# Maqsat Baischanow
Maqsat Düissenbekuly Baischanow (kasachisch Мақсат Дүйсенбекұлы Байжанов Maqsat Düisenbekūly Baijanov, russisch Максат Дуйсенбекович Байжанов, Maksat Duissenbekowitsch Baischanow; * 6. August 1984 in Qysylorda) ist ein kasachischer ehemaliger Fußballspieler.

## Karriere
Maqsat Baischanow spielte als Mittelfeldspieler von 2002 bis 2008 mit einer einjährigen Unterbrechung, als er bei Irtysch Pawlodar unter Vertrag stand, bei Kaisar Qysylorda. Er wechselte 2009 zu Lokomotive Astana. Nach nur einer Spielzeit wurde er 2010 vom FK Aqtöbe verpflichtet und im Laufe der Saison an den Ligarivalen Schetissu Taldyqorghan transferiert. Seit der Saison 2011 spielt er für Schachtjor Qaraghandy, mit dem er zwei Mal in Folge kasachischer Meister wurde und im Herbst 2013 in der Gruppenphase der UEFA Europa League spielte. Bis zu seinem Karriereende 2022 pendelte er zwischen den Vereinen FK Atyrau, Schachtjor und Kaisar hin und her.

## Nationalmannschaft
Maqsat Baischanow gab sein Debüt in der Kasachischen Fußballnationalmannschaft am 29. Januar 2005 im Spiel gegen Japan. Er wurde in den Qualifikationsspielen zur WM 2006, WM 2010, EM 2012 und WM 2014 eingesetzt.

## Erfolge
- Kasachischer Meister: 2011, 2012
- Kasachischer Pokalsieger: 2013
- Sieger Kasachischer Supercup: 2010, 2013